# Bazian (Gers)
Pour les articles homonymes, voir Bazian.
Bazian (Basian en gascon) est une commune française située dans le centre du département du Gers, en région Occitanie. Sur le plan historique et culturel, la commune est dans le Pays d'Auch, un territoire céréalier et viticole qui s'est également constitué en pays au sens aménagement du territoire en 2003.
Exposée à un climat océanique altéré, elle est drainée par l'Osse, la Mouliaque et par divers autres petits cours d'eau.
Bazian est une commune rurale qui compte 103 habitants en 2022, après avoir connu un pic de population de 551 habitants en 1846.  Elle fait partie de l'aire d'attraction de Vic-Fezensac. Ses habitants sont appelés les Bazianais ou  Bazianaises.
Le patrimoine architectural de la commune comprend trois  immeubles protégés au titre des monuments historiques : la porte fortifiée de Saint-Yors, inscrite en 1973, la tour, inscrite en 1974, et le château, inscrit en 2008.

## Géographie

### Localisation
Bazian est une petite commune de Gascogne gersoise. Elle est située à 10 km du chef-lieu du canton, Vic-Fezensac. Le village est bâti au sommet du coteau (altitude 177 mètres), sur le versant ouest dominant la vallée de l'Osse.

### Communes limitrophes
Les communes limitrophes sont  Caillavet, Cazaux-d'Anglès, Riguepeu, Roquebrune et Tudelle.
| Roquebrune      | Caillavet |          |
| Tudelle         | Bazian    |          |
| Cazaux-d'Anglès |           | Riguepeu |

### Géologie et relief
Bazian est bâtie sur un éperon rocheux qui domine la Mouliaque, modeste affluent de l'Osse.
Bazian se situe en zone de sismicité 1 (sismicité très faible).

### Hydrographie

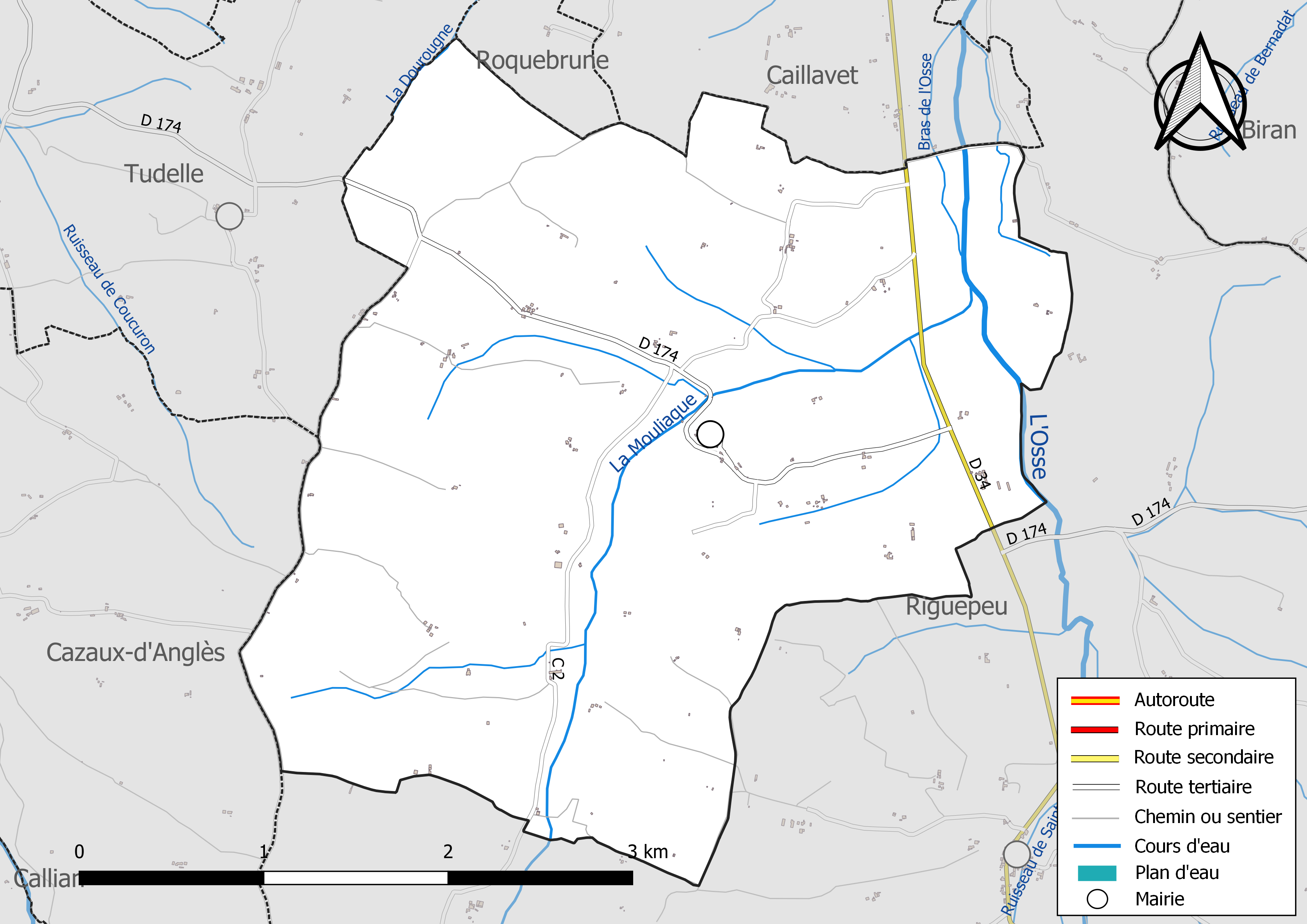
Réseaux hydrographique et routier de Bazian.

La commune est dans le bassin de la Garonne, au sein du bassin hydrographique Adour-Garonne. Elle est drainée par l'Osse, la Mouliaque, un bras de l'Osse, la Dourougne et par divers petits cours d'eau, qui constituent un réseau hydrographique de 14 km de longueur totale,.
L'Osse, d'une longueur totale de 120,3 km, prend sa source dans la commune de Bernadets-Debat et s'écoule vers le nord. Il traverse la commune et se jette dans la Gélise à Andiran, après avoir traversé 36 communes.

### Climat
Pour des articles plus généraux, voir Climat de l'Occitanie et Climat du Gers.
En 2010, le climat de la commune est de type climat océanique altéré, selon une étude s'appuyant sur une série de données couvrant la période 1971-2000. En 2020, Météo-France publie une typologie des climats de la France métropolitaine dans laquelle la commune est toujours exposée à un climat océanique altéré et est dans la région climatique Aquitaine, Gascogne, caractérisée par une pluviométrie abondante au printemps, modérée en automne, un faible ensoleillement au printemps, un été chaud (19,5 °C), des vents faibles, des brouillards fréquents en automne et en hiver et des orages fréquents en été (15 à 20 jours).
Pour la période 1971-2000, la température annuelle moyenne est de 12,4 °C, avec une amplitude thermique annuelle de 15,2 °C. Le cumul annuel moyen de précipitations est de 821 mm, avec 10,6 jours de précipitations en janvier et 6,8 jours en juillet. Pour la période 1991-2020, la température moyenne annuelle observée sur la station météorologique la plus proche, située sur la commune de Peyrusse-Grande à 10 km à vol d'oiseau, est de 13,7 °C et le cumul annuel moyen de précipitations est de 835,1 mm,. Pour l'avenir, les paramètres climatiques de la commune estimés pour 2050 selon différents scénarios d'émission de gaz à effet de serre sont consultables sur un site dédié publié par Météo-France en novembre 2022.

### Milieux naturels et biodiversité
Aucun espace naturel présentant un intérêt patrimonial n'est recensé sur la commune dans l'inventaire national du patrimoine naturel,,.

## Urbanisme

### Typologie
Au 1er janvier 2024, Bazian est catégorisée commune rurale à habitat très dispersé, selon la nouvelle grille communale de densité à sept niveaux définie par l'Insee en 2022.
Elle est située hors unité urbaine. Par ailleurs la commune fait partie de l'aire d'attraction de Vic-Fezensac, dont elle est une commune de la couronne,. Cette aire, qui regroupe 11 communes, est catégorisée dans les aires de moins de 50 000 habitants,.

### Occupation des sols
L'occupation des sols de la commune, telle qu'elle ressort de la base de données européenne d’occupation biophysique des sols Corine Land Cover (CLC), est marquée par l'importance des territoires agricoles (98,8 % en 2018), une proportion identique à celle de 1990 (98,8 %). La répartition détaillée en 2018 est la suivante : 
terres arables (49 %), zones agricoles hétérogènes (30,5 %), prairies (19,4 %), forêts (1,2 %). L'évolution de l’occupation des sols de la commune et de ses infrastructures peut être observée sur les différentes représentations cartographiques du territoire : la carte de Cassini (XVIIIe siècle), la carte d'état-major (1820-1866) et les cartes ou photos aériennes de l'IGN pour la période actuelle (1950 à aujourd'hui).

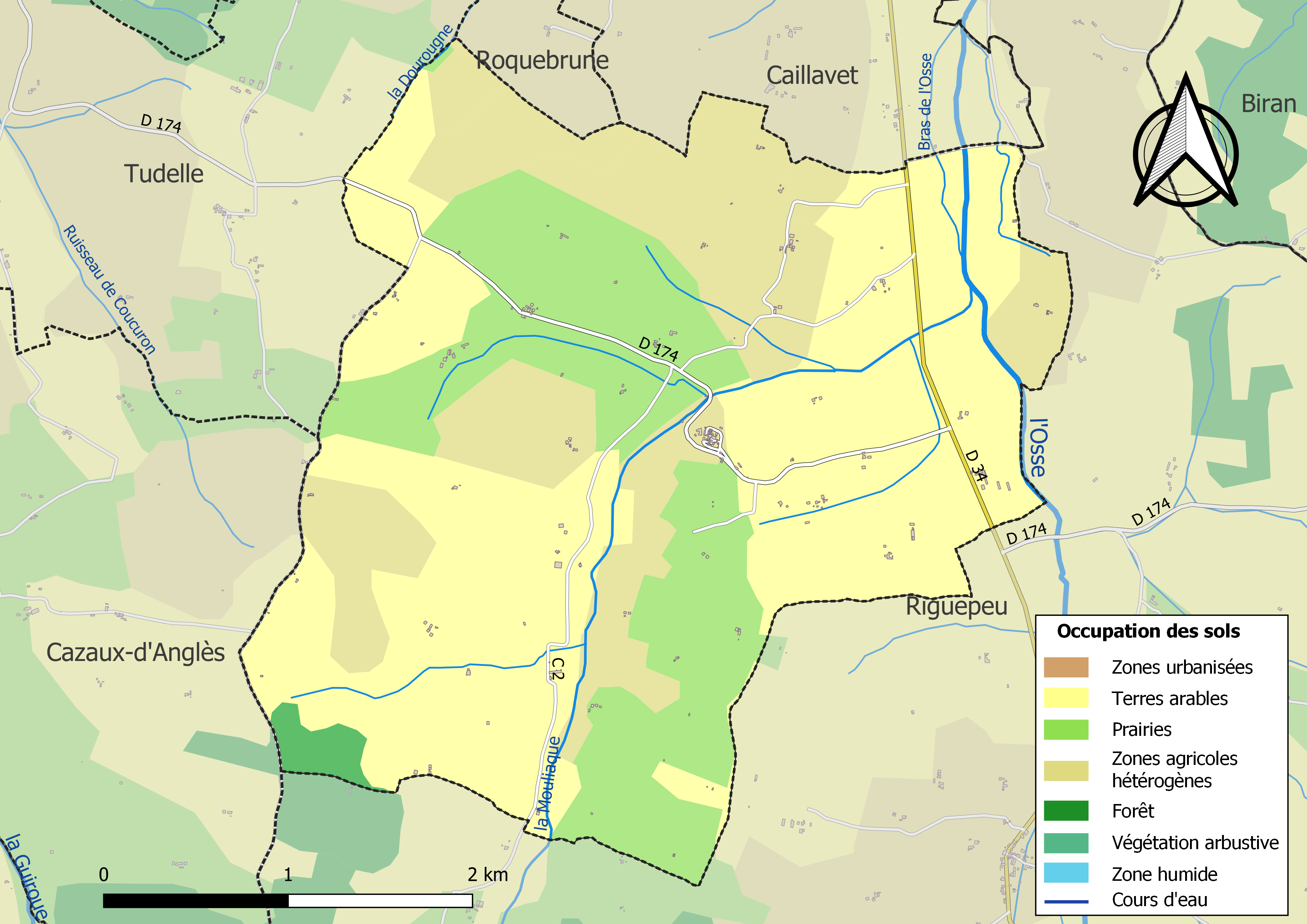
Carte des infrastructures et de l'occupation des sols de la commune en 2018 (CLC).

### Risques majeurs
Le territoire de la commune de Bazian est vulnérable à différents aléas naturels : météorologiques (tempête, orage, neige, grand froid, canicule ou sécheresse) et séisme (sismicité très faible). Un site publié par le BRGM permet d'évaluer simplement et rapidement les risques d'un bien localisé soit par son adresse soit par le numéro de sa parcelle.

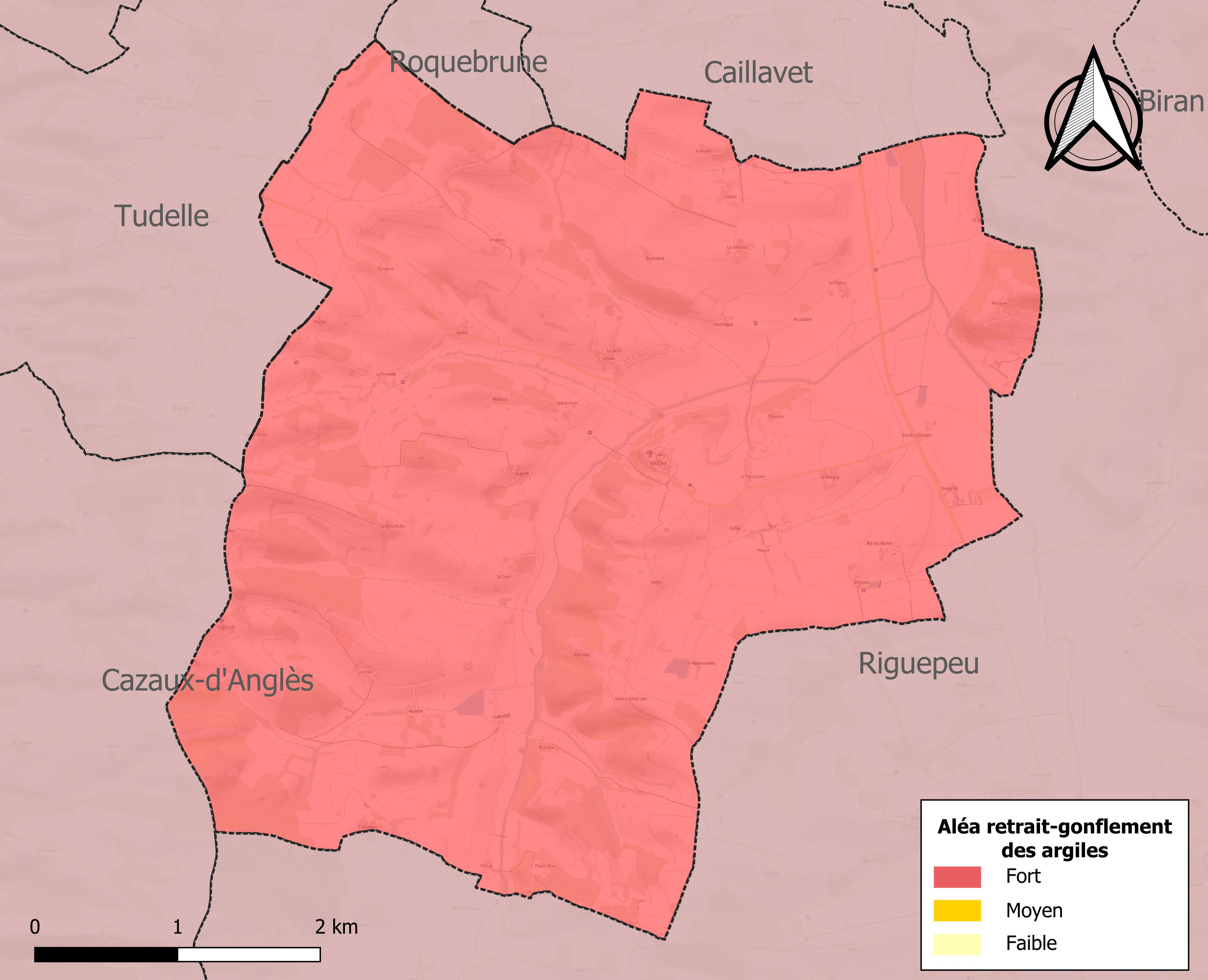
Carte des zones d'aléa retrait-gonflement des sols argileux de Bazian.

Le retrait-gonflement des sols argileux est susceptible d'engendrer des dommages importants aux bâtiments en cas d’alternance de périodes de sécheresse et de pluie. La totalité de la commune est en aléa moyen ou fort (94,5 % au niveau départemental et 48,5 % au niveau national). Sur les 81 bâtiments dénombrés sur la commune en 2019, 81 sont en aléa moyen ou fort, soit 100 %, à comparer aux 93 % au niveau départemental et 54 % au niveau national. Une cartographie de l'exposition du territoire national au retrait gonflement des sols argileux est disponible sur le site du BRGM,.
Par ailleurs, afin de mieux appréhender le risque d’affaissement de terrain, l'inventaire national des cavités souterraines permet de localiser celles situées sur la commune.
La commune a été reconnue en état de catastrophe naturelle au titre des dommages causés par les inondations et coulées de boue survenues en 1999 et 2009. Concernant les mouvements de terrains, la commune a été reconnue en état de catastrophe naturelle au titre des dommages causés par la sécheresse en 1989 et 2017 et par des mouvements de terrain en 1999.

## Toponymie
Le nom de la commune de Bazian est sans doute d'origine gallo-romaine, du nom d'un propriétaire, Basius.[réf. nécessaire]

## Histoire
L'emplacement d'une villa gallo-romaine, à quelque trois cents mètres du bourg actuel, a été récemment repéré et a livré son lot de matériaux de construction (tegulae, mortiers, marbre) et de fragments de poteries, de céramique sigillée, d'amphores. Après la période de stabilité gallo-romaine, une partie de la population se déplace en direction du sud-est vers la source du Buc où l'on retrouve les lieux-dits Au loc, A la place, et l'autre se disperse sur le territoire. A mesure que le christianisme s'établit, les vassi-dominici bâtissent quelques églises rurales, toutes aujourd'hui disparues : Saint-Pé de Yassa, Sainte-Christie, Saint-Michel et autre Gleyzette d'Antin.
La date précise de la création du château et de son castelnau est inconnue, mais ils ont été sans doute édifiés sur l'emplacement d'une motte castrale. Le nom de son église figure[Où ?] dès le XIe siècle. Bazian apparaît comme un castelnau à l'urbanisme le plus achevé, l'enceinte villageoise épouse parfaitement la forme du sommet de l'éperon (Benoît Cursente) dominant la Mouliaque, modeste affluent de l'Osse. À l'ouest, le château occupe l'extrémité du promontoire. Toujours dans l'enceinte, l'église se trouve à l'opposé de ce dernier. On accède au village-rue en passant sous la tour-porche de plan carré encore conservée sur quatre niveaux. Autant d'éléments qui caractérisent bien le castelnau gascon.
Les barons De Montesquiou apparaissent, dès le XIIe siècle, à l'origine du château et du castelnau. Ils y séjournent régulièrement comme le confirment de nombreux actes. Après le partage de la baronnie en 1479, la terre de Bazian passe par succession aux vicomtes de Lavedan, fondus au XVe siècle dans les Du Lyon puis dans la famille de Bourbon. Celle-ci transforme la bâtisse aux XVIe et XVIIe siècles par d'importantes adjonctions, créations d'ouvertures, de tourelles en surplomb.
La Révolution n'arrête pas la lignée des seigneurs de Bazian, elle se perd seulement à la fin du XIXe siècle avec la comtesse De
Mesnard. Avant sa mort, elle vend le château et la propriété contiguë à une famille d'agriculteurs. Cette dernière laisse la bâtisse à l'abandon jusqu'à la fin du XXe s. où les actuels propriétaires entreprennent une restauration réussie.
Les commerçants (boulanger, épicier, cafetier) disparurent progressivement à partir des années 1950. Le boucher, le dernier, a pris sa retraite voici quelques années. Le prêtre n'habite plus le presbytère et l'école communale ne résonne plus des cris des enfants. Moins de vingt exploitations agricoles demeurent, mais l'âge des exploitants fait craindre une désertification encore plus dramatique.
- Saint-Yors (Saint-Georges en gascon) était un petit castelnau fondé dans la seconde moitié du XIIIe siècle par la famille de Lasséran, branche cadette des De Montesquiou. En 1307, Guillaume De Lasséran accorde des coutumes aux habitants du lieu. Cette famille vend la seigneurie à la fin du XVe s. aux De Marrenx. Par succession, elle passera aux Du Barry qui conservent leur bien jusqu'au XXe siècle. Il ne reste rien aujourd'hui de ce qui fut le village de Saint-Yors. Des fortifications du castelnau ne reste qu'une tour-porche, vestige insolite, plantée en rase campagne. L'église, bâtie sur un promontoire, à quelques centaines de mètres, est aujourd'hui complètement ruinée. La commune de Saint-Yors est rattachée en 1840 à Bazian.

## Politique et administration

### Administration municipale
Bazian adhère depuis le 18 décembre 2003, à la communauté de communes de d'Artagnan en Fezensac dont le siège est à Vic-Fezensac.

## Population et société

### Démographie
| 1793 | 1800 | 1806 | 1821 | 1831 | 1841 | 1846 | 1851 | 1856 |
| ---- | ---- | ---- | ---- | ---- | ---- | ---- | ---- | ---- |
| 346  | 343  | 428  | 391  | 382  | 540  | 551  | 540  | 513  |

| 1861 | 1866 | 1872 | 1876 | 1881 | 1886 | 1891 | 1896 | 1901 |
| ---- | ---- | ---- | ---- | ---- | ---- | ---- | ---- | ---- |
| 487  | 490  | 464  | 450  | 443  | 417  | 420  | 383  | 369  |

| 1906 | 1911 | 1921 | 1926 | 1931 | 1936 | 1946 | 1954 | 1962 |
| ---- | ---- | ---- | ---- | ---- | ---- | ---- | ---- | ---- |
| 380  | 330  | 253  | 238  | 238  | 240  | 211  | 198  | 176  |

| 1968 | 1975 | 1982 | 1990 | 1999 | 2006 | 2008 | 2013 | 2018 |
| ---- | ---- | ---- | ---- | ---- | ---- | ---- | ---- | ---- |
| 171  | 133  | 129  | 114  | 102  | 109  | 112  | 116  | 108  |

| 2022 | - | - | - | - | - | - | - | - |
| ---- | - | - | - | - | - | - | - | - |
| 103  | - | - | - | - | - | - | - | - |

Bazian n'échappe pas au dépeuplement vécu par les communes rurales du Gers. Lors du premier recensement, Bazian comptait 343 habitants et Saint-Yors 132, soit un total de 475 habitants. Au recensement de 1826, la population culminera à 603 habitants (419 + 184), avant de chuter inexorablement : 540 en 1851, où l'on compte encore 124 maisons, 464 en 1872, 385 en 1906. La guerre de 14-18, 13 jeunes morts pour la patrie, amplifiera cette tendance. On ne compte plus que 211 habitants en 1946, 114 habitants en 1990 et seulement 102 en 1999.
En ce début du XXIe siècle, environ un tiers du patrimoine bâti appartient à des ressortissants de la Communauté européenne ou Américains qui viennent passer ici leurs vacances, parfois leur retraite.

### Manifestations culturelles et festivités
- Fête patronale : 1er dimanche de décembre[25] ;
- Fête communale : Ascension[25].

### Sports
Pétanque, chasse,

## Économie

### Emploi
|                | 2008  | 2013  | 2018  |
| -------------- | ----- | ----- | ----- |
| Commune        | 4,2 % | 4,3 % | 6,8 % |
| Département    | 6,1 % | 7,5 % | 8,2 % |
| France entière | 8,3 % | 10 %  | 10 %  |

En 2018, la population âgée de 15 à 64 ans s'élève à 59 personnes, parmi lesquelles on compte 74,6 % d'actifs (67,8 % ayant un emploi et 6,8 % de chômeurs) et 25,4 % d'inactifs,. Depuis 2008, le taux de chômage communal (au sens du recensement) des 15-64 ans est inférieur à celui de la France et du département.
La commune fait partie de la couronne de l'aire d'attraction de Vic-Fezensac, du fait qu'au moins 15 % des actifs travaillent dans le pôle,. Elle compte 15 emplois en 2018, contre 23 en 2013 et 17 en 2008. Le nombre d'actifs ayant un emploi résidant dans la commune est de 41, soit un indicateur de concentration d'emploi de 36,5 % et un taux d'activité parmi les 15 ans ou plus de 48,4 %.
Sur ces 41 actifs de 15 ans ou plus ayant un emploi, 11 travaillent dans la commune, soit 27 % des habitants. Pour se rendre au travail, 82,9 % des habitants utilisent un véhicule personnel ou de fonction à quatre roues, 2,4 % les transports en commun, 2,4 % s'y rendent en deux-roues, à vélo ou à pied et 12,2 % n'ont pas besoin de transport (travail au domicile).

### Activités hors agriculture
11 établissements sont implantés  à Bazian au 31 décembre 2019.
Le secteur du commerce de gros et de détail, des transports, de l'hébergement et de la restauration est prépondérant sur la commune puisqu'il représente 27,3 % du nombre total d'établissements de la commune (3 sur les 11 entreprises implantées  à Bazian), contre 27,7 % au niveau départemental.

### Agriculture
La commune est dans le Ténarèze, une petite région agricole occupant le centre du département du Gers, faisant transition entre lʼAstarac “pyrénéen”, dont elle est originaire et dont elle prolonge et atténue le modelé, et la Gascogne garonnaise dont elle annonce le paysage. En 2020, l'orientation technico-économique de l'agriculture  sur la commune est la polyculture et/ou le polyélevage.
|               | 1988  | 2000  | 2010  | 2020  |
| ------------- | ----- | ----- | ----- | ----- |
| Exploitations | 23    | 17    | 11    | 12    |
| SAU (ha)      | 1 211 | 1 103 | 1 140 | 1 380 |

Le nombre d'exploitations agricoles en activité et ayant leur siège dans la commune est passé de 23 lors du recensement agricole de 1988  à 17 en 2000 puis à 11 en 2010 et enfin à 12 en 2020, soit une baisse de 48 % en 32 ans. Le même mouvement est observé à l'échelle du département qui a perdu pendant cette période 51 % de ses exploitations,. La surface agricole utilisée sur la commune a quant à elle augmenté, passant de 1 211 ha en 1988 à 1 380 ha en 2020. Parallèlement la surface agricole utilisée moyenne par exploitation a augmenté, passant de 53 à 115 ha.

## Culture locale et patrimoine

### Lieux et monuments
- Le village, modèle de castelnau avec son château, le reste de ses remparts, ses vieilles maisons dont certaines très anciennes à colombages, ses ruelles étroites engazonnées. Le prix du patrimoine de la Société Archéologique, décerné en 2001, est venu récompenser l'effort de restauration réalisé ces dernières années.
- Le château de Bazian occupe la tête de l'éperon rocheux au sud-ouest du village. Une partie de son bâti en appareil moyen remonte à la création du château primitif par les De Montesquiou. La bâtisse actuelle, objet des aménagements des XVIe et XVIIe siècles, s'élève sur trois niveaux. Deux pavillons carrés la flanquent. La partie sud-est fortement dégradée, flanquée de deux tourelles en surplomb en cul de lampe, aujourd'hui découronnées, témoigne de cette aile sur un étage qui se raccordait au bâtiment principal. L'intérieur du château est riche d'un décoration peinte.
- La tour-porte, de plan carré, conservée sur quatre niveaux et coiffée d'une couverture en tuiles canal à quatre eaux (I.S.M.H. 01/08/74).
- L'église Saint-André, à l'entrée du village, a subi de profondes modifications depuis sa création ; son origine se confond avec celle du castelnau. La comtesse De Mesnard offrit, vers 1870, une partie de sa fortune pour embellir l'édifice. L'abbé Lahille, dernier curé de Bazian, en exercice pendant plus de 50 ans, fit intervenir, en 1929, les frères Lasséran pour décorer l'ensemble de l'édifice.
- Tabernacle en bois doré des XVe – XVIe siècles (I.S.M.H.).
- Dernier vestige de l'ancienne communauté de Saint-Yors (Saint-Georges) rattachée en 1840, la tour-porte trône, solitaire, au milieu d'un terrain agricole. Comme au village, la porte en arc brisé ouvre sur un couloir voûté en plein cintre ; elle n'a qu'un étage et pas de toiture[30].
- La pietà de l'église de Saint-Georges, du XVIe siècle, en bois polychrome, a été transférée au trésor de la cathédrale Sainte-Marie d'Auch (I.S.M.H.).
- Le petit patrimoine offre à celui qui sait le découvrir les moulins sur la crête du village, le pigeonnier hune sur le padouen, les puits aux abords du village et dans la cour du château, la source et lavoir au Buc, les fontaines au Buguet, Lassalle, Sainte-Christie, Cabos.
- Grotte de Buguet.

### Personnalités liées à la commune
- Maison de Bourbon-Lavedan, branche des barons de Basian.